# Reichsgau Kärnten
Reichsgau Kärnten var 1938–1945 namnet på ett av Nazityskland Gaue, det vill säga partidistrikt, och bestod i huvudsak av Kärnten. Gauleiterns tjänstesäte var beläget i Klagenfurt.

## Gauleiter
- 1938–1939: Hubert Klausner
- 1940–1941: Franz Kutschera
- 1941–1945: Friedrich Rainer

### Webbkällor
- ”Reichsgau Kärnten” (på tyska). Territoriale Veränderungen in Deutschland und deutsch verwalteten Gebieten. Arkiverad från originalet den 16 mars 2014. https://archive.today/20140316202642/http://www.territorial.de/kaernten/reichkae.htm. Läst 16 mars 2014.